# Pôle d'expertise de la régulation numérique
Le pôle d'expertise de la régulation numérique (PEReN) est un service à compétence nationale français créé par le décret n° 2020-1102 du 31 août 2020 paru au Journal officiel le 2 septembre 2020. L'objectif du pôle est de renforcer la capacité de régulation des plateformes des services de l'État, en fournissant une assistance technique dans les domaines du traitement des données, des sciences des données  et des procédés algorithmiques. 
Le service, dirigé depuis le 1er octobre 2020 par Nicolas Deffieux,, est administrativement rattaché à la direction générale des entreprises et placé sous l'autorité conjointe des ministres chargés de l'économie, de la communication et du numérique.
Les acteurs visés sont les opérateurs de plateforme en ligne définis au I de l'article L. 111-7 du Code de la consommation :

« I.-Est qualifiée d'opérateur de plateforme en ligne toute personne physique ou morale proposant, à titre professionnel, de manière rémunérée ou non, un service de communication au public en ligne reposant sur :
1° Le classement ou le référencement, au moyen d'algorithmes informatiques, de contenus, de biens ou de services proposés ou mis en ligne par des tiers ;
2° Ou la mise en relation de plusieurs parties en vue de la vente d'un bien, de la fourniture d'un service ou de l'échange ou du partage d'un contenu, d'un bien ou d'un service. »